# غوستاف روث
غوستاف روث (12 مارس 1909 بأنتويرب في بلجيكا - 14 سبتمبر 1982) هو ملاكم بلجيكي.

## وصلات خارجية
- غوستاف روث على موقع بوكس ريك (الإنجليزية) (registration required)